# لی یاجوان
لی یاجوان (انگلیسی: Li Yajuan؛ زادهٔ ۲۳ ژوئیهٔ ۱۹۷۱) وزنه‌بردار زن اهل چین بود.